# Dahlum
Dahlum là một đô thị ở huyện Wolfenbüttel, trong bang Niedersachsen, nước Đức. Đô thị Dahlum có diện tích 15,12 km².